# Lubikówko
Lubikówko (niem. Amalienvorwerk) – przysiółek w Polsce położony w województwie lubuskim, w powiecie międzyrzeckim, w gminie Przytoczna.
W latach 1975–1998 miejscowość administracyjnie należała do województwa gorzowskiego.
Na terenie przysiółka znajduje się ośrodek wypoczynkowy, hotel i restauracja - Folwark Amalia, na którego terenie znajduje się piaszczysta plaża z miejscem do kąpieli i pomostem żeglarskim na Jeziorze Lubikowskim.